# Жумагулов, Инкарбек
Инкарбек Жумагулов (род. 1922 год) — директор совхоза «Кегенский» Кегенского района Алма-Атинской области, Казахская ССР. Герой Социалистического Труда (1971).
Происходит из рода албан Старшего жуза.
Возглавлял совхоз «Кегенский» Кегенского района. Вывел совхоз в число передовых сельскохозяйственных предприятий Алма-Атинской области. Указом Президиума Верховного Совета СССР «О присвоении звания Героя социалистического Труда передовикам сельского хозяйства Казахской ССР» от 8 апреля 1971 года за выдающиеся успехи, достигнутые в развитии сельскохозяйственного производства и выполнении пятилетнего плана продажи государству продуктов земледелия и животноводства удостоен звания Героя Социалистического Труда с вручением ордена Ленина и золотой медали «Серп и Молот»
.

## Память
Его именем названа средняя школа в селе Шырганак Райымбекского района.